# Następna stacja
Następna stacja – hip-hopowa piosenka wykonywana przez Taco Hemingwaya. Pochodzi z jego trzeciego minialbumu Umowa o dzieło, wydanego w 2015 roku nakładem Taco Corp i Asfalt Records. 

## Informacje o utworze
„Następna stacja”, wraz z resztą albumu Umowa o dzieło, został nagrany w 2015 roku w studiu na Muranowie w Warszawie. Utwór został wyprodukowany przez Rumaka, zaś autorem tekstu jest Taco Hemingway. 27 czerwca 2015 roku raper umieścił cały album w serwisie YouTube, oraz darmowo w formacie digital download na swojej stronie internetowej. W utworze wykorzystano komunikaty dźwiękowe o stacjach I linii warszawskiego metra wygłaszane przez lektora Ksawerego Jasieńskiego. 
Michał Szum ze strony allaboutmusic.pl stwierdził, że historia z piosenki budzi lekkie kontrowersje i przedstawia pogardliwy, jednakże prawdziwy obraz miasta Warszawy
Mimo braku wydania na singlu, „Następna stacja” była emitowana w radiu, osiągając wysokie miejsca na listach przebojów m.in. trzykrotnie zdobyła szczyt Listy Przebojów Trójki.

## Nagrody i wyróżnienia
| Rok  | Kategoria                       | Nagroda        | Rezultat   |
| ---- | ------------------------------- | -------------- | ---------- |
| 2015 | Najlepsze polskie piosenki 2015 | T-Mobile Music | 3. miejsce |

## Notowania

### Listy przebojów
| Autor                     | Notowanie              | Najwyższa pozycja |
| ------------------------- | ---------------------- | ----------------- |
| Polskie Radio Program III | Lista Przebojów Trójki | 1                 |
| Radio Merkury             | Lista Przebojów        | 10                |
| Radio Afera               | Aferzasta              | 2                 |
| Radio UWM FM              | Uwuemka                | 6                 |

### Listy całoroczne (2015)
| Autor                     | Notowanie                          | Najwyższa pozycja |
| ------------------------- | ---------------------------------- | ----------------- |
| Polskie Radio Program III | Lista przebojów Programu Trzeciego | 21                |

## Personel
Opracowano na podstawie materiału źródłowego.
| - Filip Szcześniak – słowa, rap - Maciej Ruszecki – produkcja muzyczna - Łukasz Partyka – teledysk - Staszek Koźlik – realizacja nagrań - Michał Baj – miksowanie, mastering |